# Aleodorus intricatus
Aleodorus intricatus är en skalbaggsart som först beskrevs av Thomas Casey 1906.  Aleodorus intricatus ingår i släktet Aleodorus och familjen kortvingar. Inga underarter finns listade i Catalogue of Life.